# 洋县风毛菊
洋县风毛菊（学名：Saussurea kungii）为菊科风毛菊属的植物，为中国的特有植物。分布在中国大陆的陕西等地，生长于海拔1,800米至1,900米的地区，多生于山坡林下，目前尚未由人工引种栽培。